# 旧利尔
旧利尔（法語：La Vieille-Lyre，法語發音：[la vjɛj liʁ]）是法国厄尔省的一个市镇，与新利尔相邻，位于该省西南部，属于埃夫勒区。

## 地名
“利尔”（Lyre）一名来源于历史上该地的修道院。

## 地理
旧利尔（48°55'4"N, 0°45'0"E）面积19.63 平方千米，位于法国诺曼底大区厄尔省，该省份为法国北部内陆省份，北起滨海塞纳省，西接奧恩省和卡爾瓦多斯省，南至厄尔-卢瓦省，东临瓦兹省、瓦兹河谷省和伊夫林省。
与旧利尔接壤的市镇（或旧市镇、城区）包括：乌什地区梅尼勒、里勒河畔拉费里耶尔、勒菲德莱尔、新利尔、莱博德布勒特伊、诺夫勒-欧韦尔尼、布瓦诺尔芒德-普雷利尔、布瓦昂泽赖。
旧利尔的时区为UTC+01:00、UTC+02:00（夏令时）。

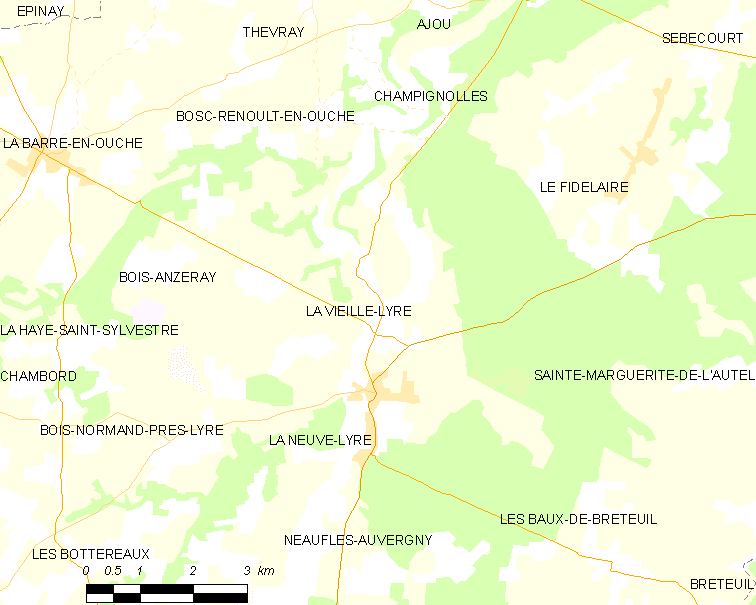
旧利尔的OSM定位图

## 行政
旧利尔的邮政编码为27330，INSEE市镇编码为27685。

## 政治
旧利尔所属的省级选区为。

## 人口

1962-2008年间旧利尔人口变化图示

旧利尔于2022年1月1日时的人口数量为653人。